# Lonchoptera fallax
Lonchoptera fallax is een vliegensoort uit de familie van de Lonchopteridae. De wetenschappelijke naam van de soort is voor het eerst geldig gepubliceerd in 1906 door de Meijere.